# Eupoa hainanensis
Eupoa hainanensis là một loài nhện trong họ Salticidae.
Loài này thuộc chi Eupoa. Eupoa hainanensis được Peng & Joo-Pil Kim miêu tả năm 1997.